# Viking (album)
Albums de Lars Frederiksen and the Bastards
Lars Frederiksen and the Bastards (album)
Viking est le second album du groupe Lars Frederiksen and the Bastards sorti en 2004.

## Liste des chansons
Toutes les chansons écrites par Lars Frederiksen et Tim Armstrong exceptée notée.
1. Bastards
2. Skins, Punx and Drunx
3. Fight
4. 1%
5. Switchblade (Tim Armstrong, Lars Frederiksen, Rob Aston) (chœurs. Rob Aston)
6. Marie Marie (Dave Alvin)
7. Little Rude Girl
8. Maggots
9. Mainlining Murder
10. For You (Djahanshah Aghssa, Clive Blake|Winston Blake, Nick Kulmer, Chris Exall, Mark Gilham)
11. My Life to Live (avec Tim Armstrong)
12. The Kids Are Quiet on Sharmon Palms
13. Blind Ambition
14. Gods of War
15. Streetwise Professor
16. The Viking
17. Road to Hell (Bonus Royaume-Uni)

## Personnel
- Lars Frederiksen - chant, guitare, effet sonore
- Tim Armstrong - chants, guitare, production, ingénieur, photographie, art
- Craig Fairbaugh - guitare, chant
- Big Jay Bastard - basse, chant
- Skatty Punk Rock - batterie
- Carl Wheeler - piano, Orgue
- Alen C. Agadhzhanyan -  violon
- Matt Freeman - mandoline
- Rob Aston - chant
- Chris Dugan - chœurs
- Dan Hodge - chœurs
- Lochlan McHale - chœurs
- Brett Reed - chœurs
- Tim Baker - mixage
- Brett Gurewitz - mixage
- Alex Reverberi - ingénieur, assistant
- Dave Carlock - ingénieur
- Michael Rosen - ingénieur
- Tom D. Kline - art
- Rachel Tejada - art
- Tim Lehi - dessin